# Faudel
Ne doit pas être confondu avec Fadhel.
Faudel, de son nom complet  Faudel Belloua (en arabe : فُضيل بيلوى), né le 6 juin 1978 à Mantes-la-Jolie, dans les Yvelines, est un chanteur de raï et acteur franco-algérien naturalisé marocain.
Surnommé « le Petit prince du raï » et parfois appelé Cheb Faudel, il connaît un grand succès en 1997 avec le titre Tellement N'Brick. Il s'essaie également au métier d'acteur en jouant dans les films Le Battement d'ailes du papillon et Bab el web, ainsi que dans la série télévisée Sami, le pion.

## Biographie

### Enfance
Né le 6 juin 1978 à Mantes-la-Jolie, Faudel Belloua est le fils d'un ouvrier des usines Renault de Flins-sur-Seine, originaire de Tlemcen en Algérie,, et d'une femme de ménage, originaire elle aussi d'Algérie. Il a sept frères. La famille vit dans la cité du Val Fourré à Mantes-la-Jolie,. Il est également le cousin de l'humoriste Rachid Kallouche, gendre de Charles Aznavour et producteur de cinéma et d'artistes dont Grand Corps Malade.
C'est sa grand-mère qui lui fait découvrir le raï, le malouf et le reggae. À l'âge de 12 ans, il commence à penser faire de la musique son métier. Cependant il poursuit des études dans la comptabilité avant de les abandonner pour se concentrer sur la musique.

### Débuts (1990-1995)
Faudel rejoint en 1990 le groupe Les Étoiles du raï, créé par Assim Ozadanir. Il se produit à Mantes-la-Jolie et autour de Paris en reprenant des titres de Cheb Mami, Khaled ou encore Chaba Zahouania.
Faudel rencontre Mohamed Mestar dit Momo, qui a fondé une association de promotion des artistes locaux. Grâce à Momo, Faudel développe son propre répertoire et commence à faire les premières parties de Mc Solaar, Jimmy Oihid et même Khaled. En 1995, deux émissions de télévision lui sont consacrées l'une, Saga cités sur France 3 et l'autre, Les Enfants du Raï.

### Succès en tant que «petit prince du raï» (1996-2006)
En 1996, Faudel représente l'Île-de-France au printemps de Bourges dans la catégorie Nouveaux talents. L'année suivante, « le petit prince du raï » signe son premier album Baïda, dont les singles Tellement N'brick et Dis-moi... sont certifiés disque d'or. En 1998, il rejoint Khaled et Rachid Taha à Bercy dans le cadre de leur collaboration 1, 2, 3 Soleils. Il reçoit la Révélation de l'année aux Victoire de la musique, et occupe la scène de l'Olympia pour deux concerts à guichets fermés les 10 et 11 mars. Il fait aussi ses débuts d'acteur et tourne dans Jésus, réalisé par Serge Moati en 1999.
En 2000, il reçoit un World Music Award avec Khaled et Rachid Taha pour l'album 1, 2, 3 Soleils. Pendant l'été, il chante au Summer Stage Festival à New York, et tourne ensuite dans le film Le Battement d'ailes du papillon avec Audrey Tautou.
En février 2001, il sort l'album Samra dont la base musicale reste le raï avec l'ajout de la pop arabisante aux rythmiques synthétiques avec des touches latines. La même année, il tourne dans la série Sami, le pion sur M6 et participe au concert des Enfoirés, L'Odyssée.
Le 2 septembre 2003, sort Un autre soleil, porté par le titre Je veux vivre. L'année suivante, il joue dans Bab el web, réalisé par Merzak Allouache.
Il sort, en septembre 2006, l'album Mundial Corrida, dans lequel il affirme son identité à la fois française et algérienne sur le titre Mon pays (no 1 des ventes en France). Il est nommé pour deux NRJ Music Awards : Artiste masculin francophone et Chanson francophone pour Mon pays.

### Engagement politique (2007)
Lors de la campagne présidentielle de l'année 2007, il apporte son soutien à Nicolas Sarkozy, candidat de l'UMP : il est alors présenté comme un exemple de réussite professionnelle, financière et d'intégration. Au soir du 6 mai 2007, Faudel est présent à la place de la Concorde en compagnie de nombreuses personnalités pour fêter la victoire de Nicolas Sarkozy. Dès lors, une grande partie de son public se détourne de lui.

### Depuis 2008

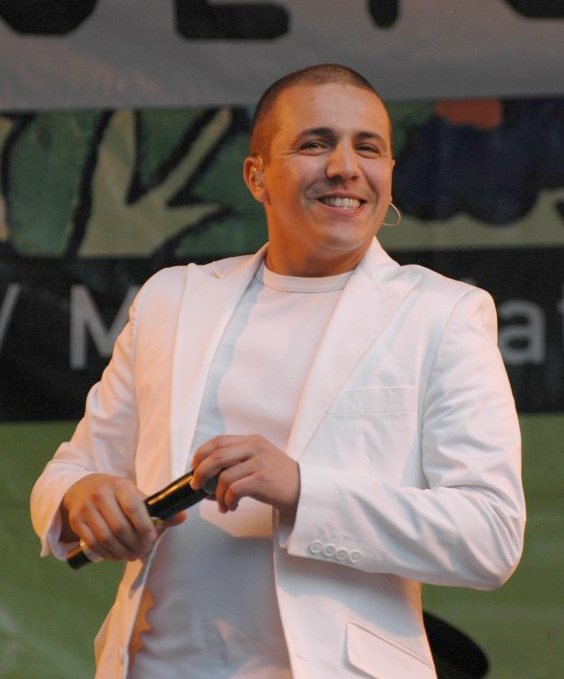
Faudel en concert à Stuttgart, Sommerfestival der Kulturen, le 25 juin 2008.

En février 2008, une autobiographie en collaboration avec la journaliste Sophie Blandinières, Itinéraire d'un enfant de cité, est publiée aux éditions Michel Lafon.
En novembre 2011, le chanteur annonce qu'il prépare un nouveau disque et dévoile deux titres inédits, C'est le jour et À quoi ça sert d'aimer. Début 2012, paraît Des enfants, premier single de ce nouvel album, dont la sortie sera finalement annulée.
Il obtient en 2011 la nationalité marocaine par dahir royal et assure avec Haja Hlima le concert du nouvel an le 31 décembre 2012 au Mazagan Beach et Golf Resort au Maroc.
Il participe au single caritatif Je reprends ma route en faveur de l'association Les voix de l'enfant et est présent le 7 avril 2013 au gymnase Lucan de Mantes-la-Jolie pour soutenir le jeune Imad souffrant de situs inversus, lors d'un tournoi de football pour récolter des fonds permettant de financer les soins médicaux. Une reprise de J'veux du soleil du groupe Au P'tit Bonheur sort peu après.

### Réapparition brève (2017)
En 2017, il enregistre le duo Rani avec le chanteur palestinien Mohammed Assaf. En 2018, paraît un titre enregistré en collaboration avec RedOne, All Day, All Night,.
Le 16 avril 2019, est dévoilée une nouvelle chanson, Mon Dieu, suivi en 2020 du titre raï Histoire Chaba et de Smile.

## Discographie

### Albums

#### Albums studio
- 1998 : Baïda
- 2001 : Samra
- 2003 : Un autre soleil
- 2006 : Mundial Corrida
- 2009 : Bled Memory (album de reprises)

#### Album compilation
- 2007 : L'essentiel Faudel

#### Albums live
- 1998 : 1, 2, 3 Soleils, (avec Khaled et Rachid Taha)

### Singles
| Titre                                                   | Année | Classement des ventes | Classement des ventes | Classement des ventes | Album              |
| Titre                                                   | Année | BE-W                  | FRA                   | SUI                   | Album              |
| ------------------------------------------------------- | ----- | --------------------- | --------------------- | --------------------- | ------------------ |
| Tellement N'brick (Tellement je t'aime)                 | 1997  | —                     | 14                    | —                     | Baïda              |
| Abdel Kader (Live à Bercy) (avec Rachid Taha et Khaled) | 1998  | 36                    | 6                     | —                     | 1, 2, 3 Soleils    |
| Dis-moi...                                              | 1998  | 5                     | 5                     | —                     | Baïda              |
| Comme d'habitude (avec Rachid Taha et Khaled)           | 1999  | 40                    | 40                    | —                     | 1, 2, 3 Soleils    |
| Baïda                                                   | 1999  | —                     | 49                    | —                     | Baïda              |
| Lila                                                    | 2000  | —                     | 27                    | —                     | Samra              |
| La Main dans la main                                    | 2000  | —                     | 21                    | —                     | Samra              |
| Je veux vivre                                           | 2003  | 10                    | 6                     | 71                    | Un autre soleil    |
| Je n'ai que mon cœur                                    | 2004  | —                     | 70                    | —                     | Un autre soleil    |
| Mon Pays                                                | 2006  | 1                     | 1                     | 19                    | Mundial Corrida    |
| J'ai chaud                                              | 2007  | —                     | —                     | —                     | L'essentiel Faudel |
| C'est le jour                                           | 2011  | —                     | —                     | —                     | -                  |
| J'veux du Soleil                                        | 2012  | —                     | —                     | —                     | -                  |
| Rani (avec Mohammed Assaf)                              | 2017  | —                     | —                     | —                     | Ma Wahashnak       |
| All Day All Night (avec RedOne)                         | 2018  | —                     | —                     | —                     | -                  |
| Mon Dieu                                                | 2019  | —                     | —                     | —                     | -                  |
| Histoire Chaba                                          | 2020  | —                     | —                     | —                     | -                  |
| Smile                                                   | 2020  | —                     | —                     | —                     | -                  |

### Participations
- 2000 : album Solidays - chanson Qui sait ?, pour l'association Solidarité sida, avec Anggun, Patrick Bruel, Stephan Eicher, Peter Gabriel, Lââm, Lokua Kanza, Youssou N'Dour, Nourith, Axelle Red et Zucchero
- 2000 : album Yo Soy de Yuri Buenaventura - chanson Salsa Raï
- 2001 : album Saharouny El Leil de Ragheb Alama - chanson Alby Ehtar
- 2001 :album  Ma chanson d'enfance - reprise de La Complainte de Mandrin en duo avec Bernard Lavilliers
- 2001 : album Medina de Pino Daniele - chanson Galby
- 2002 : album Zaman de Amal Hijazi - chanson Einak
- 2004 : album Raï'n'B Fever - chanson Raï'n'B fever Feat. Jérôme Prister
- 2022 : duo avec Joseph Attieh Tlaqina Tani

## Filmographie
- 1998 : Les Cachetonneurs de Denis Dercourt : caméo
- 1999 : Jésus de Serge Moati (TV) : Baruch
- 2000 : Relou de Fanta Régina Nacro
- 2000 : Le Battement d'ailes du papillon de Laurent Firode : Younès
- 2001 : Pas d'histoires ! 12 regards sur le racisme au quotidien
- 2002 : Sami, le pion (série télévisée) : Sami Attia
- 2004 : Bab el web de Merzak Allouache : Bouzid

## Publication
- Faudel Belloua et Sophie Blandinières, Itinéraire d'un enfant de cité, Neuilly-sur-Seine, Michel Lafon, 2008, 168 p. (ISBN 978-2-7499-0778-9)